# Charles Hefferon
Charles Archie Hefferon (né le 25 janvier 1878 à Newbury au Royaume-Uni et décédé le 15 mars 1931 à Orangeville au Canada) est un athlète sud-africain d'origine britannique spécialiste du marathon. 

## Biographie

### Palmarès
| Date | Compétition           | Lieu    | Résultat | Épreuve  | Performance       |
| ---- | --------------------- | ------- | -------- | -------- | ----------------- |
| 1908 | Jeux olympiques d'été | Londres | 4e       | 5 miles  | 25 min 44 s 0     |
| 1908 | Jeux olympiques d'été | Londres | 2e       | Marathon | 2 h 56 min 06 s 0 |

### Records
| Épreuve  | Performance       | Lieu    | Date |
| -------- | ----------------- | ------- | ---- |
| Marathon | 2 h 56 min 06 s 0 | Londres | 1908 |